# Сперматид
Сперматид е развиваща се мъжка полова клетка, която се образува по време на сперматогенезата. Сперматидите са предшественици на зрелите сперматозоиди.
Образуват се от сперматоцити и съдържат хаплоиден набор от хромозоми. Повече не се делят, а претърпяват структурни промени.